# بلیدو
بلیدو (به فرانسوی: Belleydoux) یک کمون در فرانسه است که در canton of Oyonnax-Nord واقع شده‌است.

## خصوصیات
بلیدو ۱۷٫۶۳ کیلومترمربع مساحت و ۲۹۸ نفر جمعیت دارد و ۸۳۴ متر بالاتر از سطح دریا واقع شده‌است.